# Bjärsjölagårds slott

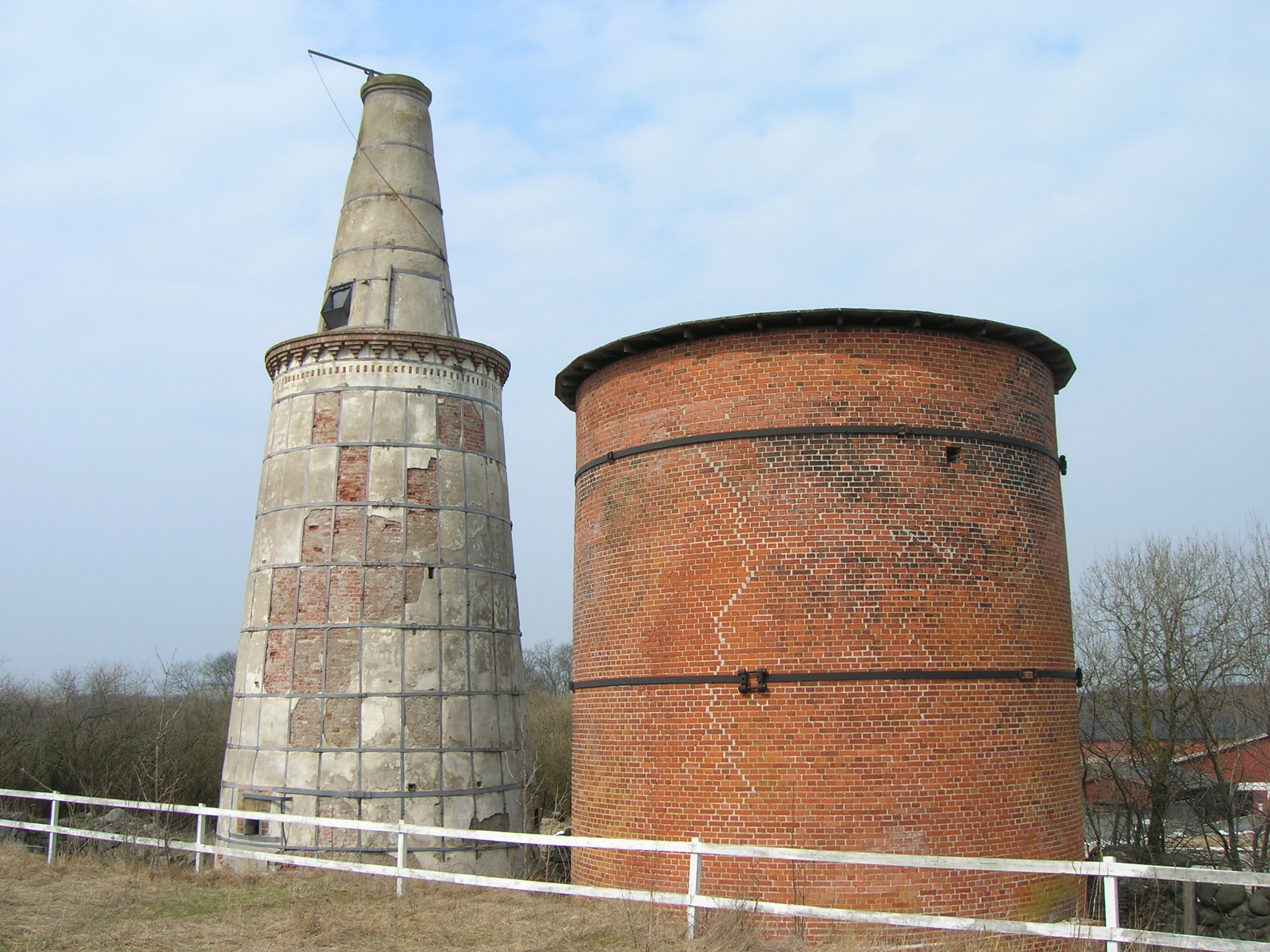
Kalkugnarna Adam och Eva.

Bjärsjölagårds slott är ett slott i Östra Kärrstorps socken i Sjöbo kommun.
Bjärsjölagård ligger 12 kilometer norr om Sjöbo. Slottet ägs av Hushållningssällskapet Skåne och är idag konferensanläggning. Huvudbyggnaden och den norra flygeln är byggda i rokokostil 1766 respektive 1777. Den södra flygeln, i empire, är från 1812. En helt ny konferensdel tillkom 2005.

## Etymologi
Namnet är en sammanskrivning av Bjärsjö och ladugård, där det gamla danska (skånska) namnet var Bjerröds Ladugård.  

## Historia
Några hundra meter åt nordväst, vid en numera tömd sjö, låg under medeltiden en starkt befäst borg, Beritzholm eller Beritsholm, omgiven av vallar och gravar. Den äldre stavningen Bjerrödsholm, syftar på den då närbelägna byn Bjerrö och att slottet låg på en holme. Holmen var delad med vallgravar i tre kullar som var förbundna med varandra. På den ena kullen låg huvudbyggnaden, på den andra ett stall och på den tredje en stor fruktträdgård med kryddor, rosor och läkeörter. 
Valdemar Atterdag köpte borgen 1363, och tillhörde sedan denna tid kronan, men den lär ha anor ända från 700-talet, då Harald Hildetand bodde på platsen. Borgen stormades av missnöjda bönder och revs slutligen år 1526 då Bertisholm lades in under dåvarande Lindholmens län varvid länsherren Mourids Jepsen Sparre fick lov att ta material från borgen till bygge av Svaneholms slott. Därefter byggdes en ladugård som gav den nuvarande egendomen sitt namn. 

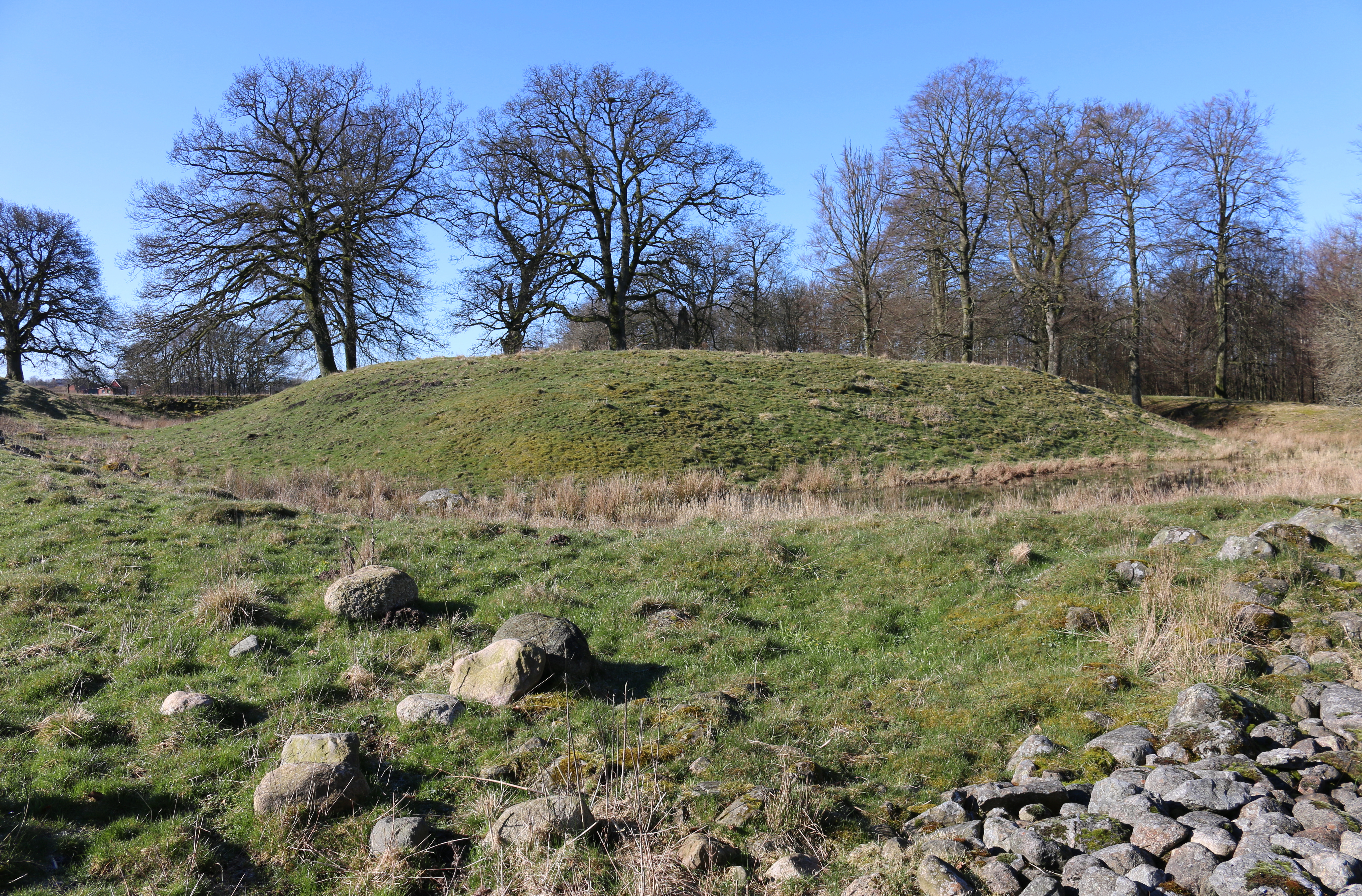
Beritzholms ruinkulle

Peter Julius Coyet köpte godset 1720 av kronan. I slutet av 1800-talet bedrevs omfattande kalkframställning. Från den tiden finns ruinerna av två kalkugnar. Egendomen köptes av Hushållningssällskapet 1958.